# Entre a Mi Mundo
Entre a Mi Mundo (с исп. — «Войди в мой мир») — третий студийный альбом американской певицы Селены, выпущенный 6 мая 1992 года; переиздан 22 сентября 2002 года как часть коллекции Selena: 20 Years of Music с бонус-треками и заметками о Селене от её семьи, друзей и участников группы Selena y Los Dinos.

## История создания
После выпуска альбома Ven Conmigo 12 ноября 1990 года, Селена решила отложить запись песен для следующего альбома. Певица продолжила свой короткий тур Ven Conmigo Tour и впервые выступила в Сальвадоре и спела дуэтом с сальвадорским певцом Альваро Торресом корридо-балладу «Buenos Amigos». В то время, Селена также была увлечена отношениями с рок-гитаристом Крисом Пересом, которому было предложено присоединиться к группе Selena y Los Dinos. Их отношения начались вскоре посло того, как Перес присоединился к группе. Отцу и менеджеру Селены, Эйбрахаму Кинтанилья младшему Перес не нравился, так как он полагал, что он полная противоположность "чистого образа" его детей и отклонил его. Певица была предупреждена, что не должна видеться с Пересом, иначе группа Selena y Los Dinos будет расформирована. Селена игнорировала пожелания отца и продолжала тайно встречаться с Крисом, и 2 апреля 1992 года они сбежали. Кинтанилья младший принял их отношения после побега, а также раскаялся, чувствуя, что оказывал давление на дочь. После побега, Селена решила выпустить альбом с ещё большим влиянием техано и мексиканской музыки. Её брат и продюсер её музыки, А.Б. Кинтанилья III вернулся в качестве основного автора песен, в то время как участники группы: клавишник Рики Вела и бэк-вокалист Пит Астудильо помогали ему в написании материала для нового альбома.

## Отзывы критиков
Многие музыкальные критики считали Entre a Mi Mundo «прорывным альбомом» для Селены.

## Список композиций
| №   | Название                       | Автор(ы)                             | Длительность |
| --- | ------------------------------ | ------------------------------------ | ------------ |
| 1.  | «Si La Quieres»                | Ricky Vela                           | 3:11         |
| 2.  | «Como la Flor»                 | A.B. Quintanilla III, Pete Astudillo | 3:02         |
| 3.  | «Yo Te Sigo Queriendo»         | Quintanilla III, Vela                | 3:08         |
| 4.  | «¿Qué Creias?»                 | Quintanilla III, Astudillo           | 3:30         |
| 5.  | «Las Cadenas»                  | Quintanilla III, Vela                | 3:54         |
| 6.  | «Vuelve A Mi»                  | Quintanilla III, Astudillo           | 2:55         |
| 7.  | «La Carcacha»                  | Quintanilla III, Astudillo           | 4:09         |
| 8.  | «Siempre Estoy Pensando En Ti» | Quintanilla III, Astudillo           | 3:01         |
| 9.  | «Missing My Baby»              | Quintanilla III                      | 3:48         |
| 10. | «Amame»                        | Selena Quintanilla, Astudillo        | 3:38         |

| №   | Название                                  | Автор(ы)          | Длительность |
| --- | ----------------------------------------- | ----------------- | ------------ |
| 11. | «Buenos Amigos» (featuring Álvaro Torres) | Álvaro Torres     | 4:46         |
| 12. | «Where Did the Feeling Go?»               | Norman Saleet     | 3:44         |
| 13. | «Spoken Liner Notes»                      | Brian "Red" Moore | 12:41        |

## Чарты

### Недельные чарты
| Чарт (1992)                       | Высшая позиция |
| --------------------------------- | -------------- |
| Billboard Regional Mexican Albums | 1              |
| Чарт (1995)                       | Высшая позиция |
| Billboard 200                     | 97             |
| Billboard Top Latin Albums        | 4              |